# Ángel Salamanca Ortega
Ángel Salamanca Ortega (n. 1938, Cuéllar) es un pintor y profesor español.
Nacido en la villa segoviana de Cuéllar en el año 1938, allí cursó sus primeros estudios y más tarde los completó en la capital provincial y en Madrid. Trabajó como profesor de dibujo en la Universidad de Puerto Rico en Bayamón y en la Pontificia Universidad Católica de Puerto Rico en los años 1970.
Ha recibido numerosos premios a lo largo de su carrera profesional, y entre los centros que poseen parte de su obra se encuentran el Museo de Arte de Ponce (Puerto Rico), el Museo de Arte de Filadelfia (Estados Unidos), la Biblioteca Nacional de España (Madrid) y también en colecciones privadas.